# Briancoppinsia
Briancoppinsia is een monotypisch geslacht van schimmels behorend tot de familie Arthoniaceae. Het bestaat alleen uit de soort Briancoppinsia cytospora.